# Слободан Каличанин
Слободан Каличанин (рођен 27. априла 1969. године у Београду) је бивши српски и југословенски кошаркаш. Играо је на позицији крилног центра за велики број клубова у региону. Са Црвеном звездом освојио је две националне титуле почетком деведесетих година.

## Каријера
Слободан каличанин је поникао у млађим категоријама Црвене звезде, а 1988. године је први пут убачен у сениорску екипу. После једне сезоне у ИМТ, поново се враћа у Црвену звезду  где остаје до 1994. године. Са Црвеном звездом осваја две узастопне титуле Првака Југославије, 1993. и 1994. године. Укупно је у Црвеној звезди одиграо 131 званичних утакмица и на њима постигао 330 поена.
Након одласка из Звезде ни у једном клубу се није задржао дуже од годину дана, а инострану каријеру је окончао у Чешкој Острави, да би последљу сезону у каријери провео у Застави из Крагујевца.

### Репрезентација
Слободан Каличанин је са јуниорском репрезентацијом Југославије освојио златну медаљу на Европском првенству 1988. године које се одржавало у Титовом Врбасу. Одиграо је три утакмице на турниру и просечно постизао 5,3 поена.